# AMX index
El AMX index, derivado de Amsterdam Midkap Index, también conocido como Midkap index o simplemente Midkap, es un índice bursátil compuesto de empresas neerlandesas que cotizan en la bolsa de valores Euronext Ámsterdam, antiguamente conocida como "bolsa de Ámsterdam". El índice fue iniciado en 1995. Está compuesto de los 25 valores de este mercado que están en el rango de 26-50 en tamaño. Los valores que están en el rango de 1-25 en tamaño están representados por el AEX index.

## Composición
Después de la revisión provisional efectiva el 20 de junio de 2011 el AMX index tiene los siguientes componentes. La revisión de septiembre y diciembre de 2011 no vio modificaciones del índice.
| Empresa                   | ICB Sector                 | Tícker          | Peso en el índice (%) |
| ------------------------- | -------------------------- | --------------- | --------------------- |
| Aalberts Industries       | Industria diversificada    | Euronext: AALB  | 6.15                  |
| AMG                       | Maquinaria industrial      | Euronext: AMG   | 1.18                  |
| Arcadis                   | Soporte empresarial        | Euronext: ARCAD | 3.45                  |
| ASM International         | Semiconductores            | Euronext: ASM   | 5.02                  |
| BAM Group                 | Construcción               | Euronext: BAMNB | 3.72                  |
| Binckbank                 | Servicios de inversión     | Euronext: BINCK | 2.30                  |
| Brunel International      | Agencias de empleo         | Euronext: BRNL  | 1.15                  |
| CSM                       | Alimentación               | Euronext: CSM   | 6.01                  |
| Delta Lloyd Group         | Seguros                    | Euronext: DL    | 4.79                  |
| Eurocommercial Properties | Inmobiliaria               | Euronext: ECMPA | 5.26                  |
| Heijmans                  | Construcción               | Euronext: HEIJM | 1.29                  |
| Imtech                    | Soporte empresarial        | Euronext: IM    | 8.72                  |
| Logica                    | Informática                | Euronext: LOG   | 9.73                  |
| Mediq                     | Farmacias minoristas       | Euronext: MEDIQ | 2.61                  |
| Nutreco                   | Alimentación               | Euronext: NUO   | 6.55                  |
| Nieuwe Steen Inv.         | Inmobiliaria               | Euronext: NISTI | 1.92                  |
| Wassanen Kon              | Alimentación               | Euronext: WES   | 0.69                  |
| SNS Reaal                 | Finanzas especializadas    | Euronext: SR    | 1.83                  |
| Ten Cate                  | Industria diversificada    | Euronext: KTC   | 3.02                  |
| USG People                | Agencias de empleo         | Euronext: USG   | 2.88                  |
| Unit4                     | Software                   | Euronext: UNIT4 | 2.81                  |
| VastNed Retail            | Inmobiliaria               | Euronext: VASTN | 3.77                  |
| Vopak                     | Naviera                    | Euronext: VPK   | 8.79                  |
| Wavin                     | Materiales de construcción | Euronext: WAVIN | 1.86                  |
| Wereldhave                | Inmobiliaria               | Euronext: WHA   | 6.09                  |

## Enlacex externos
- Página web oficial

- Datos: Q295459